# Aluku

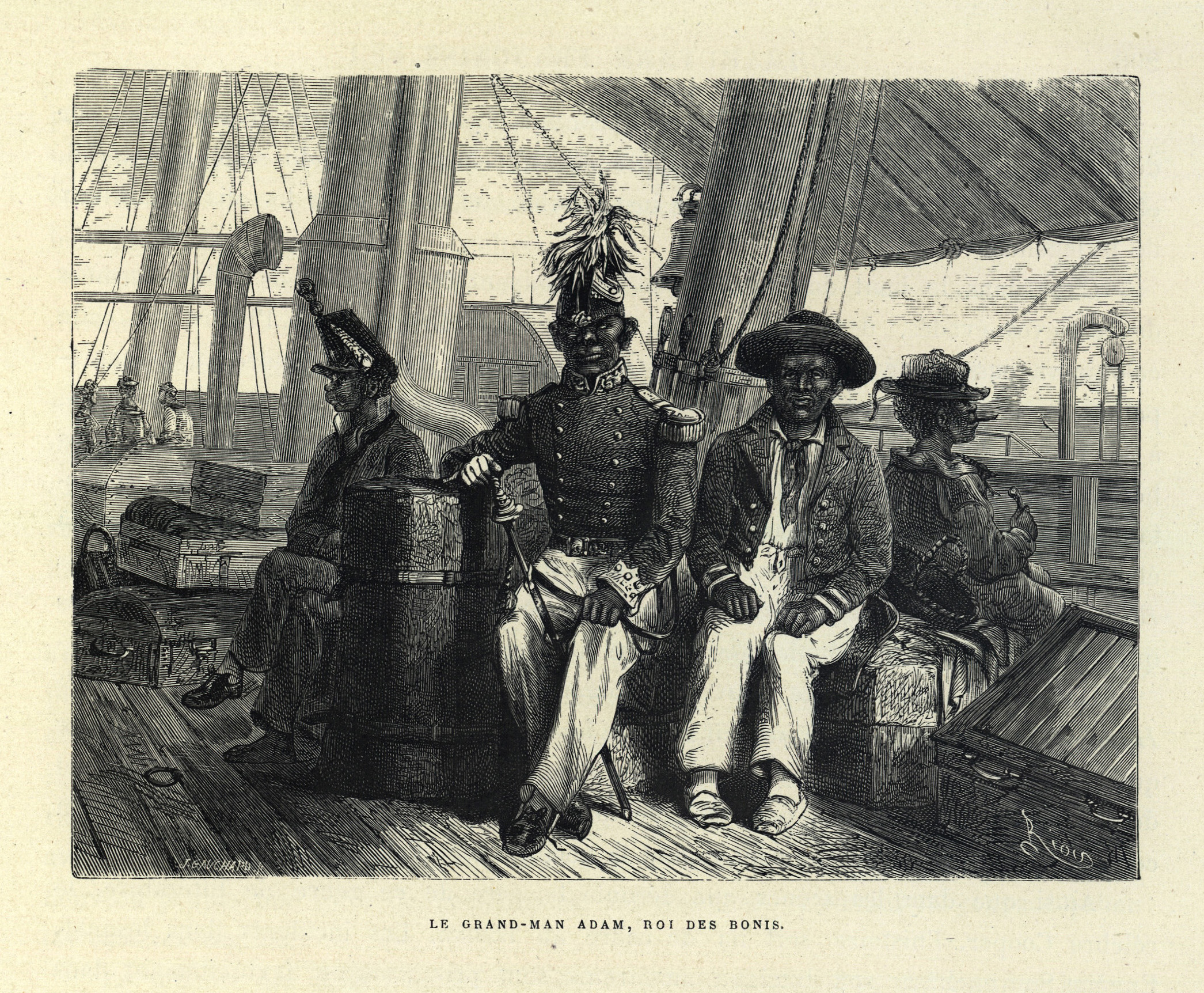
Granman Adán (1862-1863).

Los Alukus o Bonis (derivado del nombre de su primer líder, Boni Okilifuu), son un pueblo bushinengué cuyo significado literal es « Negros de los Bosques », también conocidos como « Negros cimarrones » resultado de los descendientes de los esclavos africanos que huyeron de las plantaciones neerlandesa en los siglos XVII y XVIII . Este pueblo vive en la Guayana Francesa y su idioma es el Aluku, una lengua criolla con un léxico basado en el inglés.

## Historia
Antes de ellos, ya otros esclavos habían escapado de las plantaciones : los primeros formaron el grupo Saramaca, los segundos, el grupo Djuka y después los Aluku. Se irán adentrando, poco a poco, en la selva amazónica, y acabarán asentándose a finales del XVIII a lo largo de las orillas del río Maroni (que,hoy en día es la frontera entre la Guayana Francesa y Surinam). Actualmente, la gran mayoría de los Aluku viven a orillas del Lawa, otro nombre que se le da al Maroni en su curso más alto.
A medida que avanzaba la mezcla entre las diferentes poblaciones que huían, formaron un nuevo grupo étnico. Los combates por la libertad contra las tropas holandesas, aunque también contra los Djukas y los Saramacas, que vivían más al norte, crearon un sentimiento de pertenencia al mismo pueblo que vivía a ambos lados del rio, en lo que ahora es la frontera.
La parte ocupada por alukus más grande y antigua actualmente se encuentra en la región de Maripasoula incluyendo las comunas y pueblos de Maripasoula, Papaichton, Kormontibo, Assissi, Loka, Tabiki y Agoodé en la Guayana Francesa, y Cottica, en Surinam. Por otra parte, rio abajo, se sitúan, cerca de la desembocadura del río, los pueblos de Apatou y Maïman. Muchos alukus también viven en Saint-Laurent-du-Maroni, Cayenne, Kourou y Mana.

## Lengua
Su lengua es un idioma criollo basado en el inglés (alrededor del 90 %), y tiene gran similitud con las lenguas habladas por los saramacas y los djukas..

## Organización social
Los alukus vivían de la recolección, la caza, la pesca y el cultivo en zonas ubicadas lejos de sus hogares. Hoy, este pueblo, parece haber superado el punto de no retorno hacia la sociedad de consumo, la economía de capitalista y de mercado y la modernidad. Muchos de los alukus son contratados como " remeros de barcos fluviales » ( barqueros ) por el ejército. Según Bernard Delpech, se someten a una « desestabilización de la base material tradicional, transformación de mentalidades y alteración de las reglas de vida colectiva » .
El líder de los Alukus se llama "Gran Man". Antiguamente tenía mucho poder político.

## Música y baile
Los bailes y canciones tradicionales de los alukus fueron incluidos en el inventario del patrimonio cultural inmaterial de Francia en 2017.

### Literatura oral
- - Serge Anelli, Nongo : Proverbes aloukous, Cayenne, Les deux fleuves, 1990, 69 p.
  - Serge Anelli, Mato : contes des Aloukous de Guyane, recueillis, transcrits et traduits, Paris, Conseil International de la Langue Française, 1994, 137 p.
  - Philippe Dakan, Napi Tutu : l'enfant, la flûte et le diable, conte aluku raconté en décembre 2002, Cayenne, CRDP de Guyane, 2003, 25 p.

### Estudios
- Jules Brunetti (2017). La Guyane française. Souvenirs et impressions de voyage (1840). Len Pod..
- Wim Hoogbergen (1990). The Boni Maroon wars in Suriname (en inglés). Leiden: Brill. p. 254. ISBN 90-04-09303-6..
- Jean-Marcel Hurault (1961). Les noirs réfugiés Boni de la Guyane Française. Dakar: IFAN. p. 362..
- Jean Moomou (2004). Le monde des Marrons du Maroni en Guyane, 1772-1860 (en francés). Matoury: Ibis rouge. p. 216. ISBN 2-84450-206-7.
- Jean Moomou (2011). «Boni et Amérindiens : relations de dominants/dominés et interculrelles en Guyane (fin XIXe siècle : années 1990)». Outre-mers 98 (370): 273-299..
- Jean Moomou (2013). Les marrons Boni de Guyane (en francés). Matoury,: Ibis rouge. p. 597. ISBN 978-2-84450-422-7.
- Jean-Louis Garel de Ayala (2017 (T1), 2018 (T2), non-dispo (T3)). Boni, Maréchal de la Nation Aluku. Tribu française du Mawina konde. Saint-Laurent du Maroni: Association Melodya.

### Filmografía
- Les Bonis, película de Geneviève Wiels, Radio France Outre-mer, París, 1997, 45 min (VHS)
- (en inglés) Bush negros, película de Alain Sanchis y Bernard Orosco, Radio France Outre-mer, París, 1997, 50 min (VHS)
- El funeral de Kotoïda, película de Jean-Marcel Hurault, imágenes CNRS, Meudon, 2009 (cop. 2006), 21 min (DVD)
- Sueño y awasa : danzas tradicionales aluku, Label Guadeloupe, CRDP Guyane, 2009, DVD + folleto (14 p. )

### Artículos relacionados
- Maripasoula
- Historia de Guayana
- Trata de esclavos
- Idioma de los Aluku, Ndjuka y Paramaka